# Songs from the Departure Lounge
Songs from the Departure Lounge es un álbum recopilatorio de grandes hits de la banda neozelandesa Able Tasmans, lanzado en 1998 por Flying Nun Records.

## Lista de canciones[5][2]
1. "What Was That Thing"
2. "Sour Queen"
3. "Buffaloes"
4. "Michael's"
5. "Hold Me I"
6. "Grey Lynn"
7. "Michael Fay"
8. "Angry Martyr"
9. "Dileen"
10. "Theory Of Continual Disappointment"
11. "Fault In The Frog"
12. "The Cliff"
13. "School Is No Good For You"
14. "Not Fair"
15. "Coming Up For Air"
16. "Shape Of Dolls"
17. "That's Why"
18. "Dog Whelk 2"
19. "Mary Tyler Moore"
20. "My Name Is Peter Keen"